# Aramón Cerler
Aramón Cerler est une station de sports d'hiver située sur la commune de Benasque (village de Cerler) dans les Pyrénées espagnoles (Province de Huesca - Communauté autonome d'Aragon).

## Géographie
Cerler est la station de ski alpin la plus haute de l'Aragon. Elle est située en plein cœur de la vallée de Benasque, entourée de forêts de pins et de 60 sommets à plus de 3000 m d'altitude.

## Infrastructures
On trouve la plus longue piste balisée des Pyrénées et d'Espagne, d'une longueur totale de 9 km, et d'un dénivelé de 1130 m.
Elle offre les services habituels d'une station de ski : remontées mécaniques, école de ski, location de matériels, restauration, etc. En été, elle permet aussi d'autres activités telles que la descente à vélo.

### Projets
De nombreux projets vont très prochainement voir le jour à Cerler :
- Construction d'un télécabine reliant Benasque à Cerler[2].
- Extension de la station[3] : 4 zones d'extension sont prévues. Au terme de la réalisation de ce projet, Cerler disposerait de plus de 140 km skiables répartis sur 107 pistes balisées et desservies par 54 remontées mécaniques.

## Cyclisme
La station a été plusieurs fois à l'arrivée d'étapes de la Vuelta.
| Année | Etape | Vainqueur          | Nationalité      |
| ----- | ----- | ------------------ | ---------------- |
| 1987  | 7     | Laudelino Cubino   | Espagne          |
| 1988  | 12    | Fabio Parra        | Colombie         |
| 1989  | 11    | Pedro Delgado      | Espagne          |
| 1990  | 18    | Martín Farfán      | Colombie         |
| 1991  | 12    | Ivan Ivanov        | Union soviétique |
| 1993  | 11    | Tony Rominger      | Suisse           |
| 1994  | 10    | Tony Rominger      | Suisse           |
| 1996  | 17    | Oliverio Rincon    | Colombie         |
| 1998  | 11    | Jose Maria Jimenez | Espagne          |
| 2005  | 11    | Roberto Laiseka    | Espagne          |
| 2007  | 9     | Leonardo Piepoli   | Italie           |